# 中華民國陸軍金門防衛指揮部

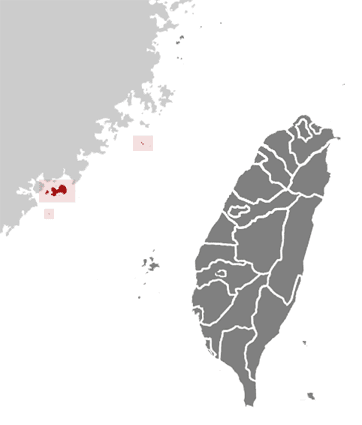
陸軍金門防衛司令部的轄區範圍金門縣。

陸軍金門防衛司令部（英語：Kinmen Defense Command）簡稱：金防部，隊名「太武部隊」），為中華民國陸軍下轄防衛司令部之一，係中華民國國軍駐守在福建（金馬地區）金門縣的陸軍部隊，總兵力約3,000人，指揮官編階陸軍中將，兵力編制雖為旅級，但指揮官高配皆由資深中將出任，指揮官等同軍團級指揮官，指揮官戰時負責金門地區的作戰指揮及軍事管制，全盛時期總兵力約十餘萬人，指揮官為上將出任。隊名原為「擎天部隊」（與陸軍北高地區指揮部同名），成立迄今擔負中華民國自由地區第一線防衛任務。原稱「陸軍金門防衛司令部」，2006年3月因應《國防組織法》，更銜為「陸軍金門防衛指揮部」迄今，前身為陸軍第十二兵團。

## 歷史沿革
- 1949年初，於浙江省成立「陸軍第十二兵團司令部」。
- 1949年12月初，中华民国国军轉進金門，「陸軍第十二兵團司令部」就地改組整編為「陸軍金門防衛司令部」，時歸東南軍政長官公署指揮。當時下轄三個軍（第五軍、第十八軍、第十九軍）；另外為了加強金門整體防務，調來陸軍第二九六師，後期更銜為陸軍獨立第十三師。1950年年底，移防陸軍馬祖防衛司令部與陸軍獨立第十八師換防。
- 1950年東南軍政長官公署裁撤後，金防部直接隸屬國防部指揮。
- 1957年9月，為簡化指揮機構，金防部與陸軍第八軍軍部合併整編，陸軍駐金勤務單位均為陸軍總司令部直轄單位，戰鬥部隊則常設六個師級野戰部隊，兵力約為100,000人
- 1969年9月迄1980年6月，歷經「嘉禾專案」、「陸精一號專案」兩案調整陸軍部隊組織形態，並接受陸軍總司令部行政支援。
- 1983年10月，「陸精四號專案」生效，防區中的陸軍步兵第一四六師（金中師）移防回臺，並以原番號整編陸軍步兵第二八四師（南雄師）與陸軍步兵第一二七師（金西師），兵力為80,000人。
- 1989年4月1日，「陸精六號專案」實施，整編陸軍步兵第二八四師（南雄師）第三、六、九營為基幹營，兵力縮編為55,000人。
- 1993年推動「十年兵力精簡專案」，前後區分兩個梯次實施部隊精簡，並配合「精實後勤體制案」。
- 1997年實施「精實案」，區分2階段5期程實施組織再造暨兵力調整，由原本的4個師級單位、2個指揮部暨直屬營、連整編為4個聯合兵種旅、2個指揮部暨直屬營、連。全案於1999年4月順利完成，並執行「擎天演習」接受司令部整編成軍驗證，兵力縮編為25,000人。
- 2006年3月，因應《國防部組織法》，更銜為「陸軍金門防衛指揮部」。
- 2007年4月1日，陸軍裝甲第五八四旅（南雄旅）移防回臺。
- 2007年11月1日，降編陸軍金門防衛指揮部砲兵指揮部為金防部混合砲兵群、陸軍步兵第一一九旅（金東旅）改組整編為陸軍金東守備大隊、陸軍步兵第一二七旅（金西旅）改組整編為陸軍金西守備大隊，聯勤總部金門地區支援指揮部指揮官由少將降編為上校，陸軍步兵第一五八旅（烈嶼旅）改組整編為陸軍烈嶼地區指揮部指揮官維持少將編階，金門防衛指揮部由「軍團級」編制降編為「軍級」編制，金防部指揮官則維持「軍團級中將」編階，而非「軍級中將」編階。
- 2014年1月21日，陸軍烈嶼地區指揮部改組整編為陸軍烈嶼守備大隊，指揮官由少將降編為上校。
- 2014年4月17日，陸軍金東守備大隊、金西守備大隊合併整編為陸軍金門守備大隊。

## 歷任主官

### 歷任司令
- 1.胡璉（中將）1949年12月1日－1954年4月30日
- 2.劉玉章（中將）1954年5月1日－1957年6月30日
- 3.胡璉（上將）1957年7月1日－1958年10月31日
- 4.劉安祺（上將）1958年11月1日－1961年8月31日
- 5.王多年（中將）1961年9月1日－1965年3月15日
- 6.尹俊（上將）1965年3月16日－1969年1月5日
- 7.馬安瀾（中將）1969年1月6日－1972年6月30日
- 8.侯程達（中將）1972年7月1日－1975年3月31日
- 9.夏超（中將）1975年4月1日－1977年3月30日
- 10.李家馴（中將）1977年4月1日－1979年12月31日
- 11.蔣仲苓（中將）1980年1月1日－1981年11月30日
- 12.許歷農（上將）1981年12月1日－1983年5月15日
- 13.宋心濂（上將）1983年5月16日－1985年12月14日
- 14.趙萬富（上將）1985年12月15日－1987年5月27日
- 15.黃幸強（上將）1987年6月28日－1988年5月31日
- 16.程邦治（中將）1988年6月1日－1990年7月31日
- 17.李楨林（中將）1990年8月1日－1992年8月31日
- 18.葉競榮（中將）1992年9月1日－1993年7月4日
- 19.顏忠誠（中將）1993年7月5日－1996年6月30日
- 20.陳鎮湘（中將）1996年7月1日－1998年1月31日
- 21.朱凱生（中將）1998年2月1日－2000年6月30日
- 22.薛石民（中將）2000年7月1日－2001年8月10日
- 23.賈輔義（中將）2001年8月16日－2004年5月31日
- 24.查台傳（中將）2004年6月1日－2005年3月31日
- 25.吳達澎（中將）2005年4月1日－2006年2月25日

### 歷任指揮官
| 任次 | 圖像 | 姓名   | 階級 | 任期                          | 備註 |
| ---- | ---- | ------ | ---- | ----------------------------- | --- |
| 1    |      | 楊天嘯 | 中將 | 2006年2月16日－2008年2月29日  | |
| 2    |      | 陸小榮 | 中將 | 2008年3月1日－2010年1月15日   | |
| 3    |      | 張慶翔 | 中將 | 2010年1月16日－2011年6月29日  | |
| 4    |      | 王世塗 | 中將 | 2011年6月30日－2012年12月31日 | |
| 5    |      | 潘家宇 | 中將 | 2013年1月1日－2014年8月15日   | |
| 6    |      | 湯家坤 | 中將 | 2014年8月16日－2015年6月30日  | |
| 7    |      | 郝以知 | 中將 | 2015年7月1日－2018年6月30日   | |
| 8    |      | 姜振中 | 中將 | 2018年7月1日－2019年6月30日   | |
| 9    |      | 賀政   | 中將 | 2019年7月1日－2021年7月31日   | |
| 10   |      | 陳忠文 | 中將 | 2021年8月1日－2023年7月31日   | |
| 11   |      | 李定中 | 中將 | 2023年8月1日－2024年10月31日  | |
| 12   |      | 黃先任 | 中將 | 2024年11月1日－現任           | 首位由一個前綫馬防部中將指揮官調任到另一個前線金防部擔任中將指揮官，金防部指揮官以往皆由資深中將出任，黃先任為資淺中將，並且金防部指揮官僅為第二個中將職，可見軍方高層對他的肯定，歷練二個重要前線中將職。 |

## 指揮管轄
- 指揮官 一位 中將
- 副指揮官 一位 少將
- 參謀長 一位 少將
- 副參謀長 一位 上校
- 政戰主任 一位 少將
- 政戰副主任 一位 上校
- 士官督導長 一位 士官長

## 編制

### 直屬單位
- 本部連
- 防空連——「神箭部隊」
- 工兵連 
  - 工兵連排雷排（原排雷大隊）
- 火箭排
- 憲兵排

### 下屬單位
- 陸軍烈嶼守備大隊（駐金門縣烈嶼鄉，原烈嶼地區指揮部）— 誠實部隊 大隊長 一位 上校
- 陸軍金門守備大隊（駐金門縣，原金東、金西守備大隊班超部隊併編）— 虎軍部隊 大隊長 一位 上校
- 金門防衛指揮部野戰混合砲兵營（駐金門縣金城鎮）—神獅部隊 營長 一位 中校

### 配屬單位
- 陸軍金門地區支援營—神豹部隊 營長 一位 中校
- 陸軍航空特戰指揮部101兩棲偵察營—海龍部隊
- 國防部資通電軍指揮部三大隊二中隊金門隊（原金門防衛指揮部通資作業連）

### 已撤銷單位
- 駐臺北外島辦事處

現有駐台勤務支援中心及其下轄台北行政聯絡組

## 外部連結
- 陸軍金門防衛指揮部的Facebook專頁 （页面存档备份，存于）
- 精粹案 金防部兵力減至三千
- 烈指部走入歷史 大二膽沒影響
- 金門又要裁軍 2014年7月剩3千人 （页面存档备份，存于）